# Dubicko
Obec Dubicko (německy Dubitzko) se nachází v okrese Šumperk v Olomouckém kraji. Žije zde přibližně 1 100 obyvatel.

## Název
V nejstarších dokladech jména vesnice se střídají tvary Dubisko a Dubčisko. Původním (písemně nedoloženým) tvarem však bylo Dubíce (středního rodu), což byla zdrobnělina od dúbí - "porost dubů". Od výchozího Dubíce byla utvořena odvozenina Dubíčsko - "místo, kde je dubíce". Hláskovým zjednodušením čs > c (známém z řady jiných slov, např. čso > co) vzniklo Dubícko, v němž došlo ke zkrácení samohlásky v zakončení. Tvary Dubisko a Dubčisko vznikly jako snaha o srozumitelnější zakončení.

## Kulturní památky
V katastru obce jsou evidovány tyto kulturní památky:
- kostel Povýšení sv. Kříže – jednolodní barokní kostel s raně gotickým jádrem ze 2. poloviny 13. století, do barokní podoby rozšířený v roce 1710; v areálu kostela se nacházejí další památkově chráněné objekty:
  - kříž (na hřbitově před márnicí) – rokokový kříž z roku 1774
  - márnice – stavba z doby mezi lety 1710 a 1741, slohově související s barokní přestavbou kostela
  - ohradní zeď hřbitova
- Smírčí kříž (na křižovatce ve středu obce) – památka ze 16. století
- Pomník padlých 1. světové války – dílo českého sochaře V. Suchardy z roku 1921
- Kostel církve československé husitské

## Historie
1. 9. 1995 byla otevřena renovovaná školní budova. Oficiální název školy je od 1. 1. 2006 Základní škola a mateřská škola Dubicko, příspěvková organizace.